# Ramnagar (Varanasi)
Ramnagar es una ciudad y municipio situada en el distrito de Varanasi en el estado de Uttar Pradesh (India). Su población es de 49132 habitantes (2011). Se encuentra a orillas del río Ganges.

## Demografía
Según el censo de 2011 la población de Ramnagar era de 49132 habitantes, de los cuales 26071 eran hombres y 23071 eran mujeres. Ramnagar tiene una tasa media de alfabetización del 79,92%, superior a la media estatal del 67,68%: la alfabetización masculina es del 85,21%, y la alfabetización femenina del 73,93%.